# آماندین پیر لویی
آماندین پیر لویی (انگلیسی: Amandine Pierre-Louis؛ زادهٔ ۱۸ فوریهٔ ۱۹۹۵) بازیکن فوتبال اهل کانادا است.
از باشگاه‌هایی که در آن بازی کرده‌است می‌توان به اسکای بلو اف‌سی اشاره کرد.
وی همچنین در تیم‌های ملی فوتبال Canada women's national under-17 soccer team و Canada women's national under-20 soccer team بازی کرده‌است.